# 20821 Balasridhar
20821 Balasridhar è un asteroide della fascia principale. Scoperto nel 2000, presenta un'orbita caratterizzata da un semiasse maggiore pari a 2,3296300 UA e da un'eccentricità di 0,1358096, inclinata di 6,80558° rispetto all'eclittica.